# Parafia Matki Bożej Królowej Różańca Świętego w Uściługu
Parafia Matki Bożej Królowej Różańca Świętego w Uściługu – parafia rzymskokatolicka w Uściługu, należy do dekanatu Łuck w diecezji łuckiej.